# Henri Lefebvre
Henri Lefebvre, francoski filozof in sociolog, * 16. junij 1901, Hagetmau, Francija, † 29. junij 1991, Navarrenx, Francija.
Najbolj znan je po raziskavah vsakdanjega življenja, uvajanju konceptov pravic do mesta in soudeležbe pri produkciji družbenega prostora ter po njegovem delu o dialektiki, odtujenosti in kritiki stalinizma, eksistencializma in strukturalizma. V svoji karieri je napisal več kot šestdeset knjig in tristo člankov.

## Življenje
Henri Lefebvre se je rodil v mestu Hagetmau v pokrajini Nova Akvitanija v Franciji. Leta 1920 je diplomiral iz filozofije na Pariški univerzi. Do leta 1924 je sodeloval s Paulom Nizanom, Norbertom Gutermanom, Georgesom Fridermannom, Georgsem Politzerjem in Pierrom Morhangejem v filozofski skupini, ki je poskušala ustvariti »filozofsko revolucijo«. Tako so prišli v stik z nadrealisti, dadaisti in drugimi modernisti, preden so se usmerili k Francoski komunistični partiji.
Leta 1928 se je pridružil Francoski komunistični partiji (PCF) in postal eden najpomembnejših marksističnih intelektualcev v drugi četrtini 20. stoletja. Od leta 1944 do leta 1949 je bil direktor Radiodiffusion Française, francoske radijske postaje v Toulousu. Med njegovimi deli je bil zelo vpliven anti-stalinističen tekst o dialektiki, Dialektični materializem (1940). Sedem let kasneje je Lefebvre objavil svojo prvo izdajo Kritike vsakdanjega življenja (Critique de la vie quotidienne, 1947). V obdobju tridesetletnega sodelovanja v PCF-ju, je Lefebvre objavil več kritik nasprotnih teoretikov, zlasti eksistencialistov, kot sta bila Nizan in Sartre. Ko je leta 1958 objavil krajši spis z naslovom Aktualni problemi marksizma (Problèmes actuels du marxisme) pa je bil iz partije dokončno izključen. Nekoliko je ironično, da je bil sprva Lefebvre sam član PCF-ja in deloval kot eden njenih najvidnejših intelektualcev, kasneje pa je postal eden najvidnejših kritikov njene politike.
Leta 1961 je postal profesor sociologije na Univerzi v Strasbourgu, preden je leta 1965 pričel s svojim poučevanjem na novi Univerzi v Nanterru. Bil je eden najbolj spoštovanih profesorjev, močno je tudi vplival na študentski upor v maju 1968. Lefebvre je predstavil koncept pravice do mesta v svoji knjigi Le Droit à la ville iz leta 1968. Zatem se je Lefebvre posvetil pisanju del o mestih, urbanizmu in prostoru, izdal je celo knjigo La production de l'espace (1974), ki je postal eno najbolj vplivnih in najpogosteje citiranih del urbanistične teorije. Lefebvre je do sedemdesetega leta starosti objavil tudi nekaj prvih kritičnih izjav o delu poststrukturalistov, zlasti Foucaulta. 
Lefebvre je umrl leta 1991. V svoji nečlanski listi je revija Radical Philosophy počastila njegovo dolgo in kompleksno kariero in vpliv:
Najbolj plodni francoski marksistični intelektualec je umrl v noči iz 28. na 29. junij 1991, manj kot štirinajst dni po svojem devetdesetem rojstnem dnevu. V svoji dolgi karieri je njegovo delo močno pripomoglo k razvoju ne le filozofije, temveč tudi sociologije, geografije, političnih znanosti in literarne kritike.

## Kritika vsakdanjega življenja
Eden od Lefebvrovih najpomembnejših prispevkov je zamisel o "kritiki vsakdanjega življenja", ki jo je razvijal v tridesetih letih dvajsetega stoletja. Lefebvre dialektično opredeljuje vsakdanje življenje kot presečišče "iluzije in resnice, moči in nemoči, presečišče sektorja, ki ga človek nadzira, in sektorja, ki ga ne nadzoruje". Vsakdanjik je socialni prostor, v katerem se dogaja posameznikovo življenje in se odvijajo vse razdrobljene dejavnosti, ki se  ponavljajo v naravnih in socialnih ritmih. Hkrati je tudi preostanek vseh enot vsakdanjika. Medtem ko se je tema pojavila v mnogih delih Lefebvrovih delih, je bila najbolj poudarjena v njegovi študiji, ki je izšla v treh delih, vsak izmed teh delov kot svoja samostojna izdaja. Izšli so v letih 1947, 1961 in 1981. Lefebvre je trdil, da je vsakdanje življenje v primerjavi s tehnologijo in produkcijo slabo razvito, poleg tega pa se je v sredini 20. stoletja kapitalizem spremenil tako, da se je vsakodnevno življenje koloniziralo - spremenilo v območje čiste potrošništvoporabe. Na tem področju vsakdanjega življenja (dolgčasa), ki ga vsi doživljajo v družbi ne glede na razred ali posebnost. Obljuba o prostem času lahko pripelje do revolucije posameznikovega vsakdanjega življenja. To je bilo ključnega pomena za Lefebvreja, ker je v vsakdanjem življenju videl kapitalizem, ki se je le še širil. Brez revolucije vsakdanjega življenja bi kapitalizem še naprej zmanjševal kakovost in zaviral dejansko samoizražanje. Kritika vsakdanjega življenja je bila ključnega pomena, ker je bilo zanj le z razvojem pogojev človeškega življenja, ne z abstraktnim nadzorom produktivnih sil, obstajal način, da bi ljudje lahko dosegli konkreten utopični obstoj.
Lefebvrovo delo o vsakdanjem življenju je bilo zelo vplivno v francoski teoriji, zlasti za situacioniste in politiko (npr. za upore študentov maja 1968). Tretja izdaja je nedavno vplivala na znanstvenike o digitalni tehnologiji in informacijah v današnjem času, ker ima del, ki se nanaša na to temo.

## Dela
La vie quotidienne dans le monde moderne (1968)
Le droit à la ville (1968)
Du rural à l'urbain (1970)
La révolution urbaine (1970)
La production de l'espace (1974)
V slovenščino sta prevedeni zgolj dve Lefebvrovi deli, to sta Misel Karla Marxa in Produkcija prostora.